# Cung điện Schönbrunn
Cung điện Schönbrunn (tiếng Đức: Schloss Schönbrunn [ʃøːnˈbʁʊn]) ở Viên là một trong các dinh thự quan trọng nhất về văn hóa ở Áo. Dinh này cũng là một trong các nơi hấp dẫn du khách nhất từ thập niên 1860. Năm 2006 đã có 2,5 triệu lượt du khách tới thăm Dinh và Khu vườn này, tổng cộng doanh thu là 29,4 triệu euro. Dinh và vườn Schönbrunn đã được UNESCO đưa vào Danh sách di sản thế giới từ năm 1996, trong khóa họp thứ 20.

## Lịch sử

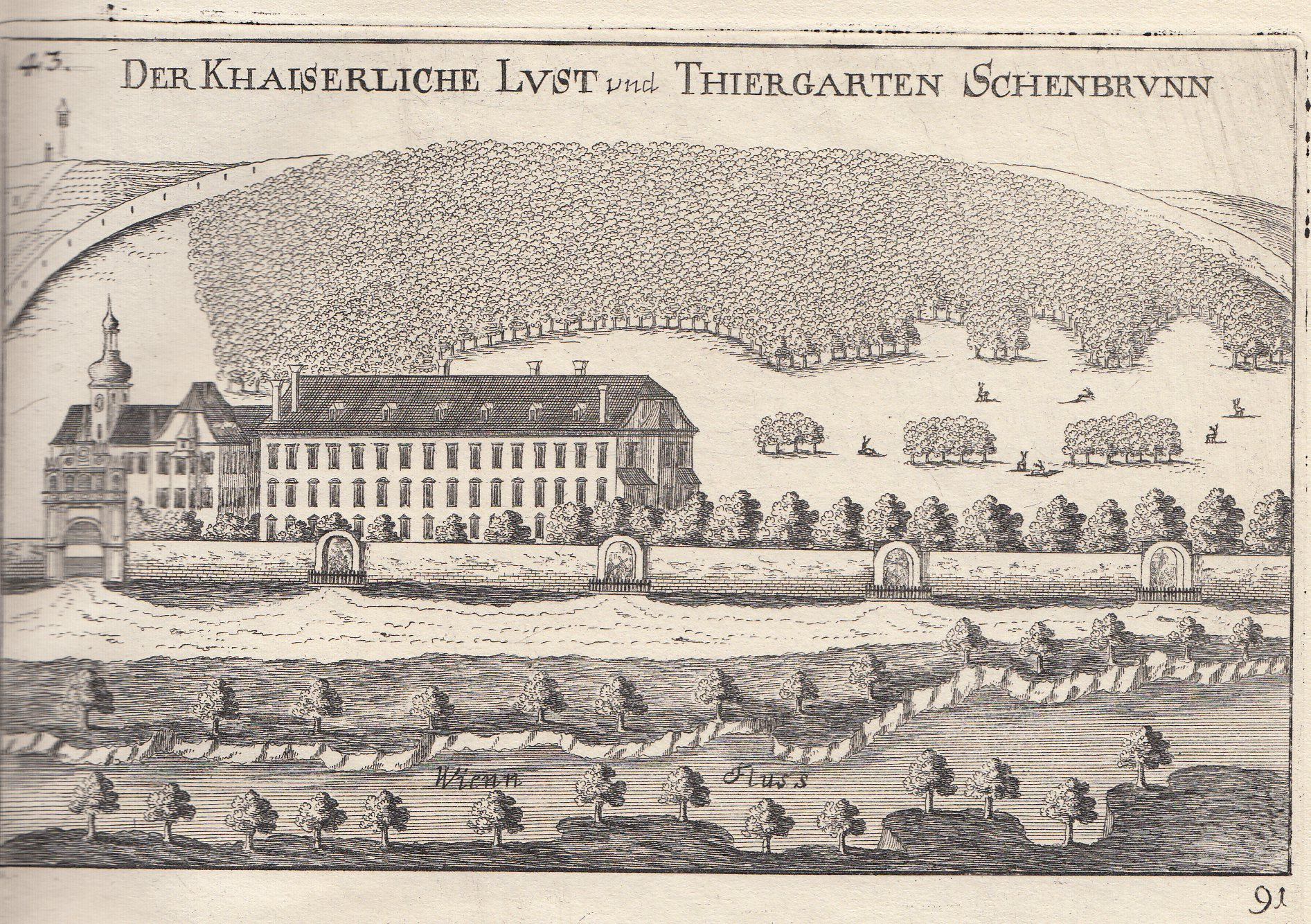
Katterburg và dinh Gonzaga gần sông Wien năm 1672. In phía sau là ngọn đồi, sau này có công trình kiến trúc tiểu đình Gloriette.

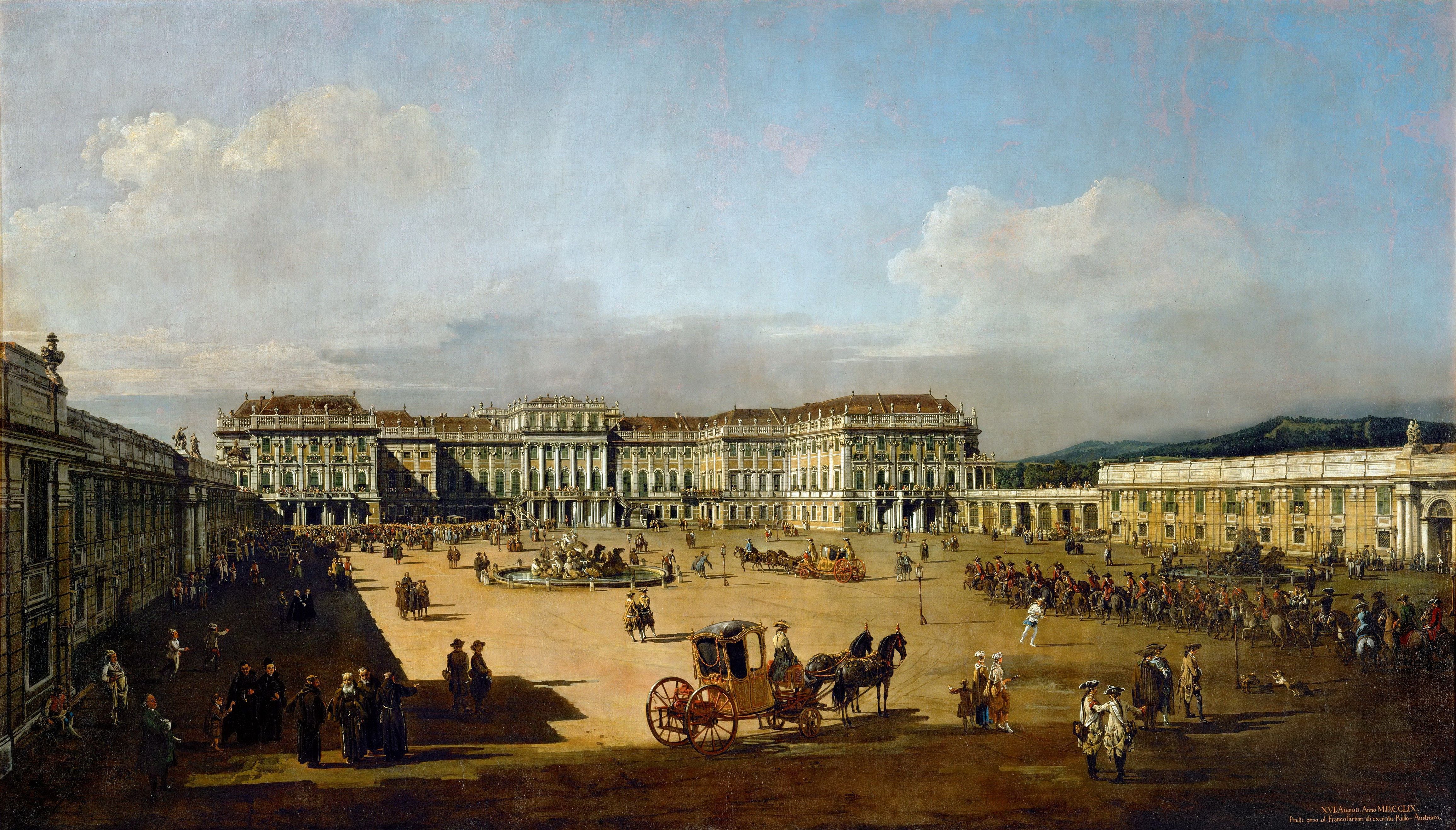
Schönbrunn từ mặt tiền, do Canaletto vẽ năm 1758

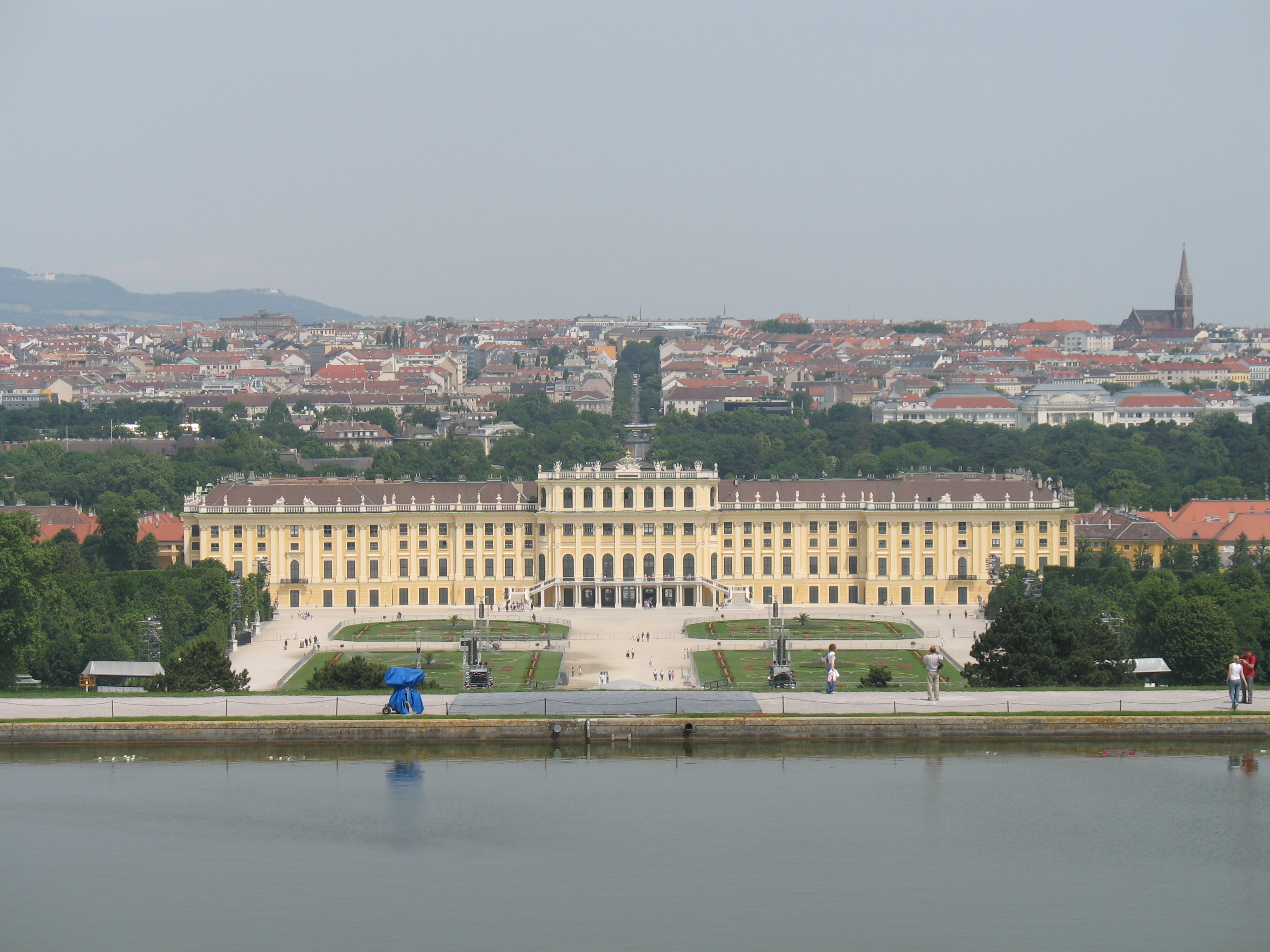
Dinh Schönbrunn và thành phố Wien, nhìn từ tiểu đình Gloriette.

Năm 1569, hoàng đế Maximilian II của Đế quốc La Mã thần thánh đã mua khu đất ở dưới chân đồi bên cạnh sông Wien, phía tây thành phố Wien, giữa Meidling và Hietzing, nơi người chủ cũ đã xây 1 lâu đài gọi là Katterburg từ năm 1548. Hoàng đế ra lệnh rào chung quanh và thả các thú vật như gà lôi, vịt, hươu nai vv... Dùng làm nơi săn bắn giải trí cho triều đình. Trong 1 khu nhỏ riêng biệt cũng có các loài chim lạ như gà tây, (chim) công vv... Và 1 ao thả cá.
Tên Schönbrunn ("giếng nước đẹp"), xuất xứ từ 1 giếng phun, cung cấp nước cho triều đình.
Trong thế kỷ tiếp theo, khu vực này vẫn được dùng làm khu săn bắn vui chơi, nhất là hoàng hậu Eleonore Gonzaga (1598-1655), người thích săn bắn, thường dùng nơi đây làm nơi cư trú, sau khi chồng là hoàng đế Ferdinand II từ trần.
Trong thời Thổ Nhĩ Kỳ chiếm đóng năm 1683, các tòa nhà đã bị phá hủy.
Hoàng đế Leopold I ra lệnh cho kiến trúc sư Johann Bernhard Fischer von Erlach thiết kế để xây 1 Dinh khác (thay cho dinh bị phá). Bản thiết kế ban đầu quá không tưởng và quá đắt, nên không được chấp thuận. Bản thiết kế thứ hai thực tế hơn và được chấp thuận. Việc xây dựng bắt đầu từ năm 1696 và sau 3 năm, các lễ hội đã được tổ chức trong phần trung tâm của Dinh.
Sau này nữ hoàng Maria Theresia của Áo ra lệnh cho viên kiến trúc sư triều đình là Nicolò Pacassi kiến thiết lại Dinh và Vườn theo phong cách kiến trúc Rococo. Vào cuối thời nữ hoàng Theresia, dinh Schönbrunn là trung tâm của đế quốc Áo và là nơi cư ngụ của hoàng gia trong mùa hè cho tới khi Karl I thoái vị năm 1918.
Trong thế kỷ 19 dinh này gắn bó với hoàng đế Franz Josef I. Ông ta sinh tại đây, sống phần lớn quãng đời tại đây và từ trần tại đây ngày 21.1.1916.
Sau khi chấm dứt chế độ quân chủ và thành lập nước Cộng hòa Áo năm 1918, Dinh Schönbrunn thuộc sở hữu quốc gia và được bảo tồn như 1 nhà bảo tàng.
Sau thế chiến thứ hai và trong thời gian quân Đồng Minh chiếm đóng Áo (1945-55), Dinh Schönbrunn được sử dụng làm trụ sở cho phái bộ Anh và tổng hành dinh của quân đội Anh đóng tại Áo.
Dinh Schönbrunn cũng đã được dùng làm nơi họp giữa tổng thống Hoa Kỳ John F. Kennedy và tổng bí thư đảng cộng sản Liên Xô Nikita Khrushchev năm 1961.

## Vườn của Cung điện Schönbrunn

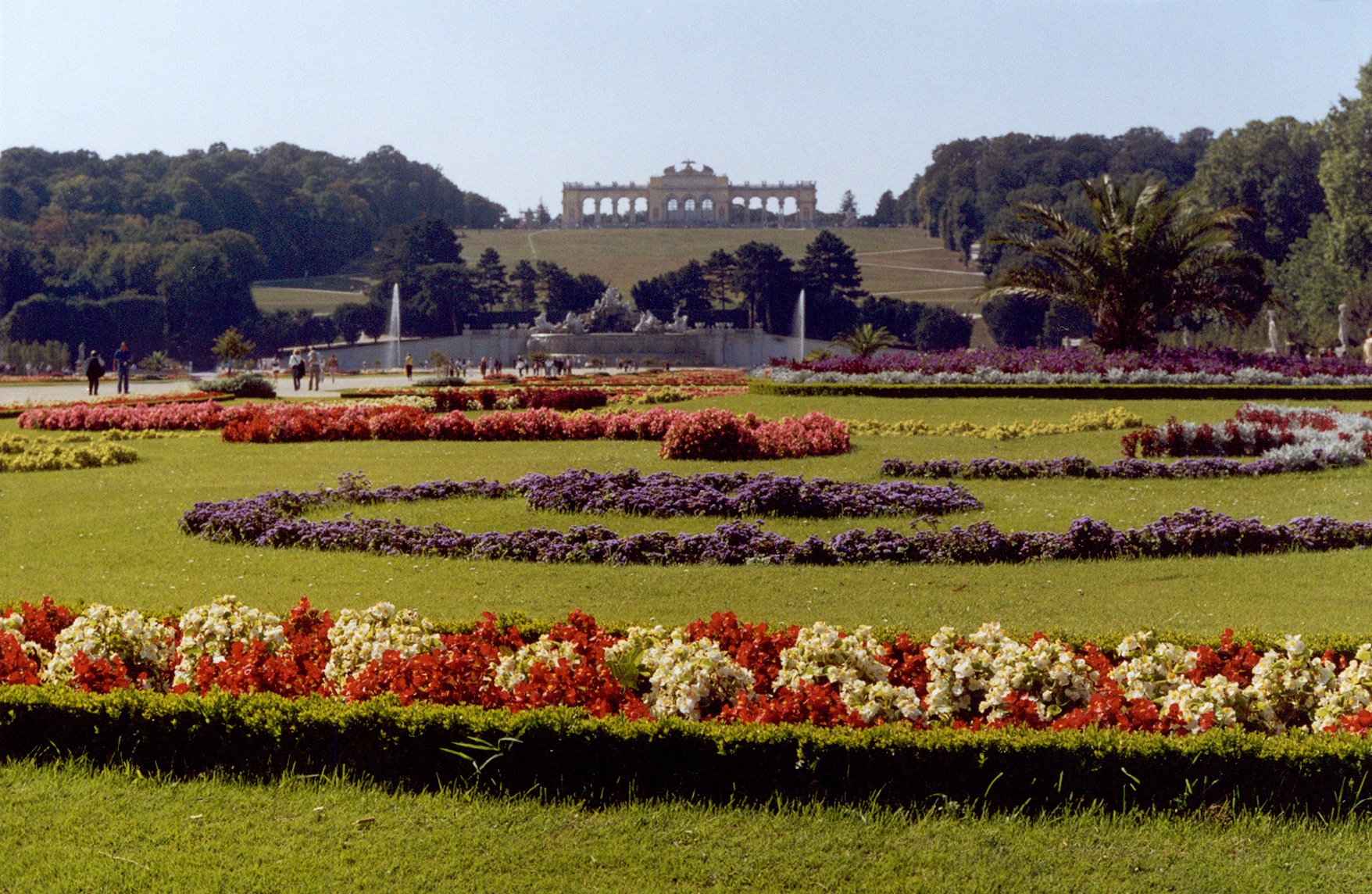
Cảnh Great Parterre (sàn lớn) tới tiểu đình Gloriette

Khu vườn gần Giếng phun Neptune gọi là Great Parterre (Sàn lớn), được Jean Trehet (học trò của André Le Nôtre 1613-1700) thiết kế theo kiểu vườn Pháp vào năm 1695, trong đó có 1 mê đạo (lối đi ngoắt ngoéo, khó tìm được lối ra).
Khu vườn này gồm cả vườn thú Tiergarten Schönbrunn, 1 vườn thú lâu đời nhất thế giới (lập năm 1752) và 1 nhà kín trồng cây trong mùa đông gọi là orangerie lập khoảng năm 1755, 1 nhà gọi là Palm house (dựng năm 1882, chung quanh 10 nhà nhỏ bằng kính cũ ở khu phía tây). Khu vườn phía tây cũng được chuyển thành vườn theo kiểu Anh từ 1828–1852. Ở khu phía tây ngoài cùng là vườn bách thảo - cải tạo năm 1828 từ vườn cây gỗ để nghiên cứu (arboretum) - khi xây Old Palm House.
Bên Khu Great Parterre có 32 tượng các vị thần tượng trưng cho các đức tính tốt.

### Tiểu đình Gloriette

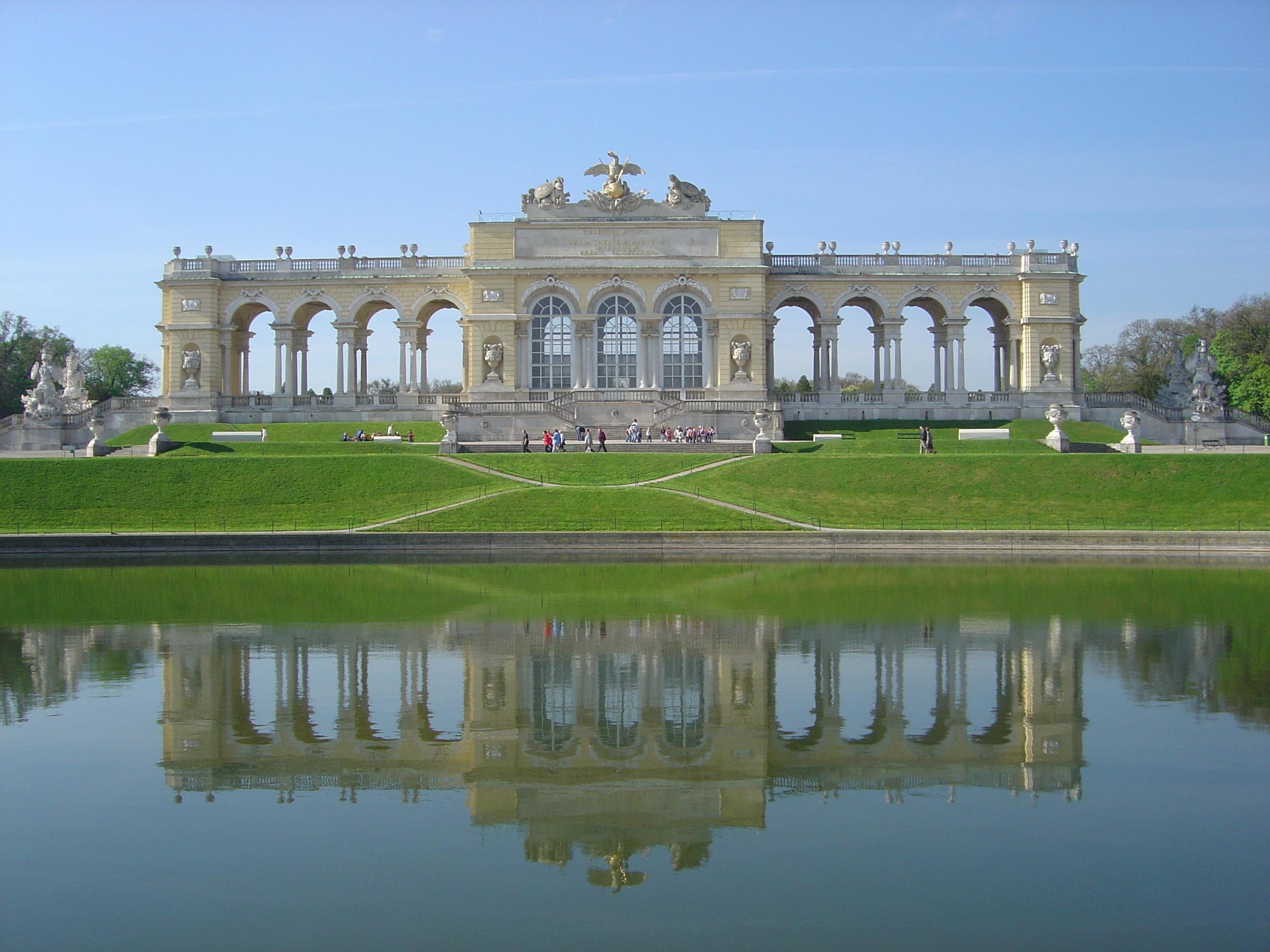
Tiểu đình gloriette nhìn từ giếng phun nước Neptune

Tại điểm trục về phía ngọn đồi cao 60 m, có xây 1 tiểu đình Gloriette từ năm 1775. 
Nữ hoàng Maria Theresa quyết định thiết lập Gloriette để vinh danh uy quyền của hoàng tộc Habsburg và Just War (cuộc chiến tranh cần thiết, dẫn tới hòa bình). Tiểu đình này sử dụng các viên đá cũ của Schloss Neugebäude bị phá hủy.

### Phế tích Roma

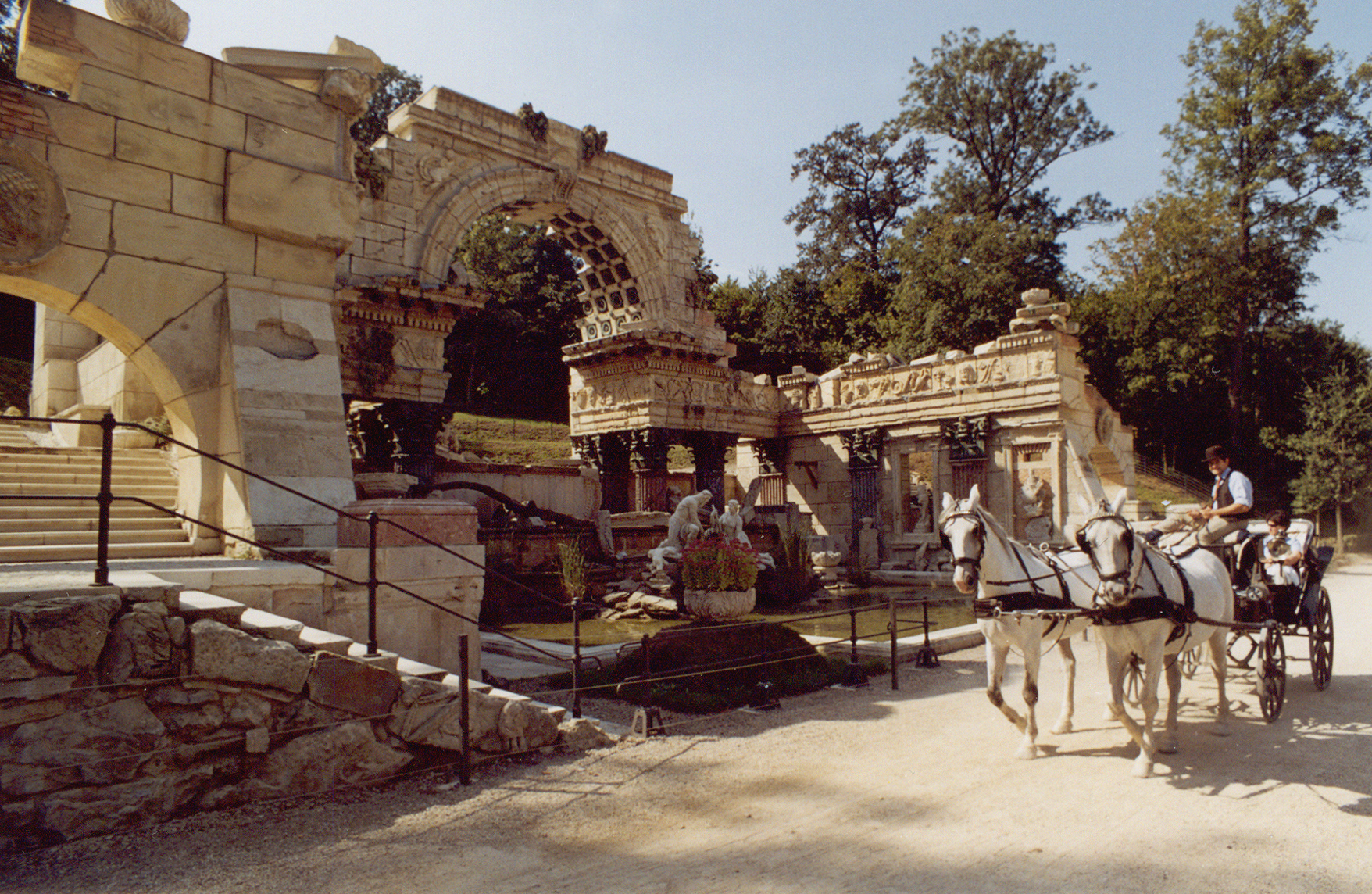
Phế tích Roma trong Dinh Schönbrunn

Nguyên thủy là Phế tích Carthage, Phế tích Roma (giả) được kiến trúc sư Johann Ferdinand Hetzendorf von Hohenberg thiết kế và xây dựng năm 1778. Hoàn toàn hài hòa với cảnh quan chung quanh, toàn bộ công trình kiến trúc này được coi là 1 cảnh đẹp như tranh. Cùng thời với Phế tích Roma và cũng gần đó, là giếng phun nước hình tháp.

## Tiền kim loại bằng bạc in hình dinh Schönbrunn
Mới đây dinh Schönbrunn đã được chọn để làm mẫu để in hình trên tiền kim loại kỷ niệm: dồng 10 euro Áo, đúc ngày 8.10.2003. Hình thể hiện phần trung tâm mặt tiền của Dinh, sau một trong các giếng phun nước lớn.

## Lâu đài Shönbrunn trong phim ảnh
Lâu đài và vườn của lâu đài được dùng làm cảnh trong các phim như Sissi trong thập niên 1950, phim A Breath of Scandal với Sophia Loren và đoạn ngắn trong phim James Bond The Living Daylights và trong phim Marie Antoinette do Sophia Coppola diễn xuất (đoạn đầu của phim).

## Gallery

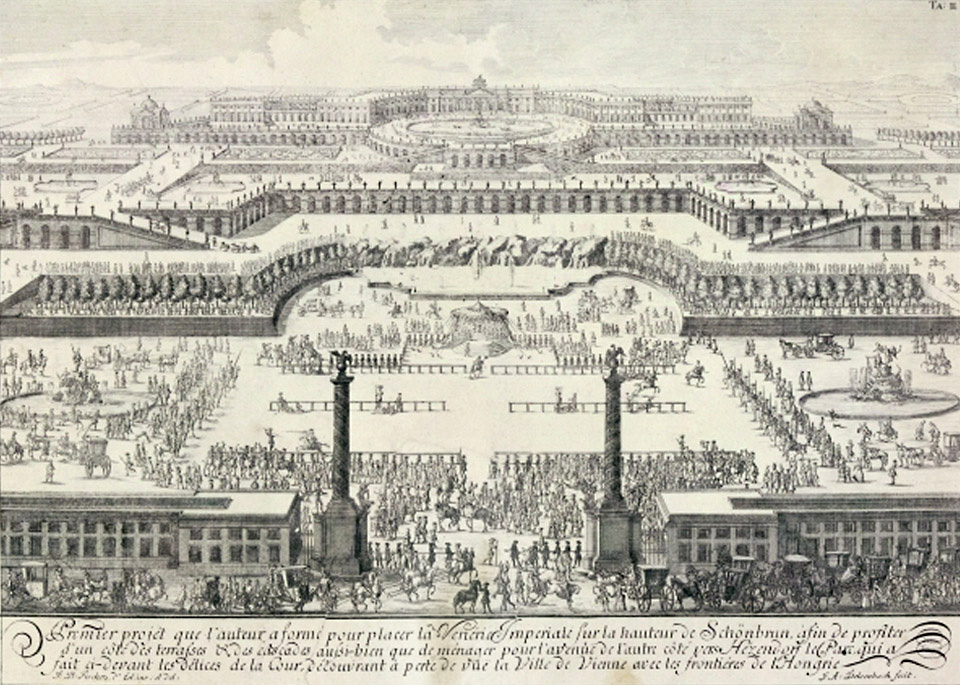
Fischer von Erlach's 1688 design.
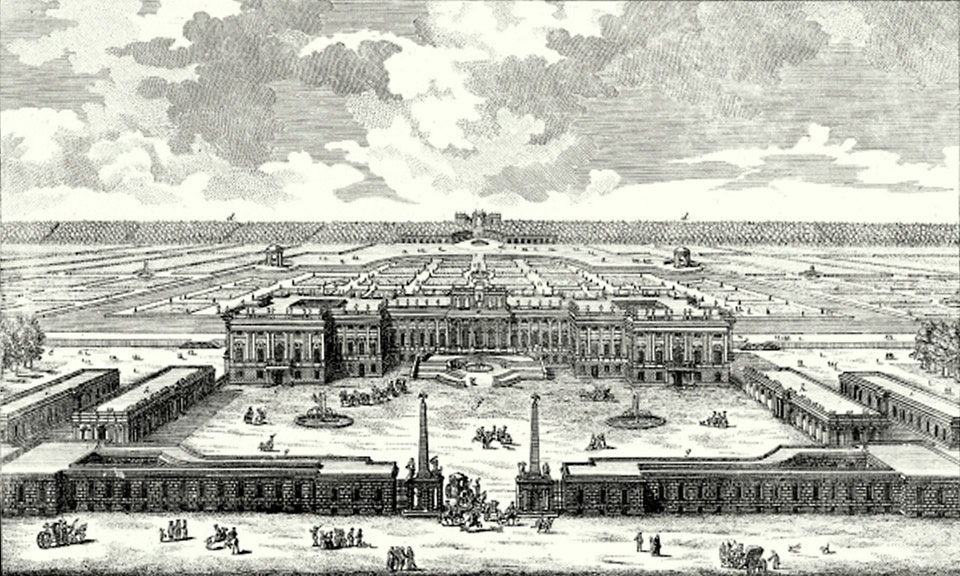
Second design, after 1693.
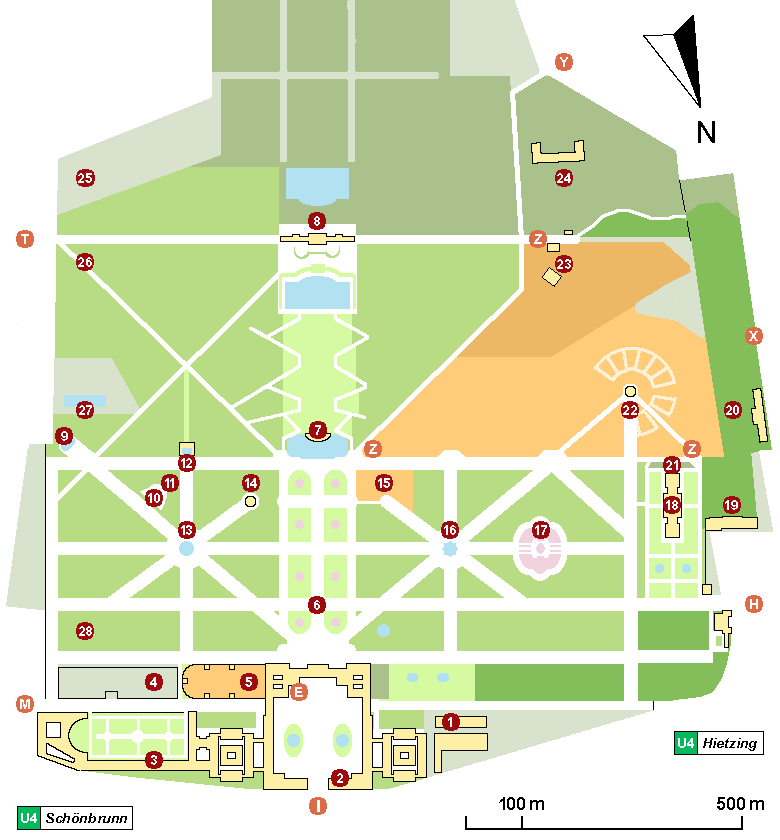
Rough map. On items, see file description.
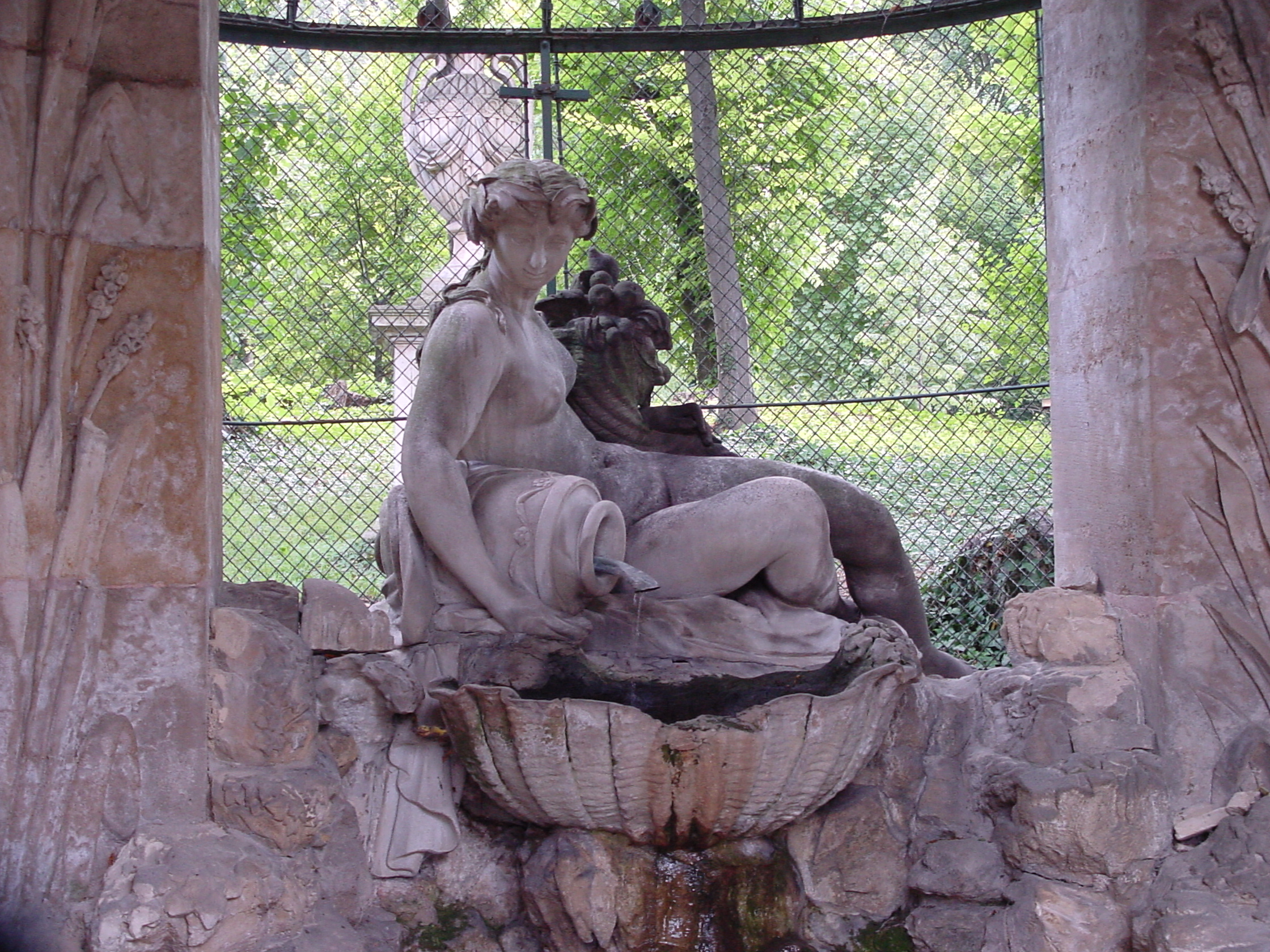
The beautiful well.
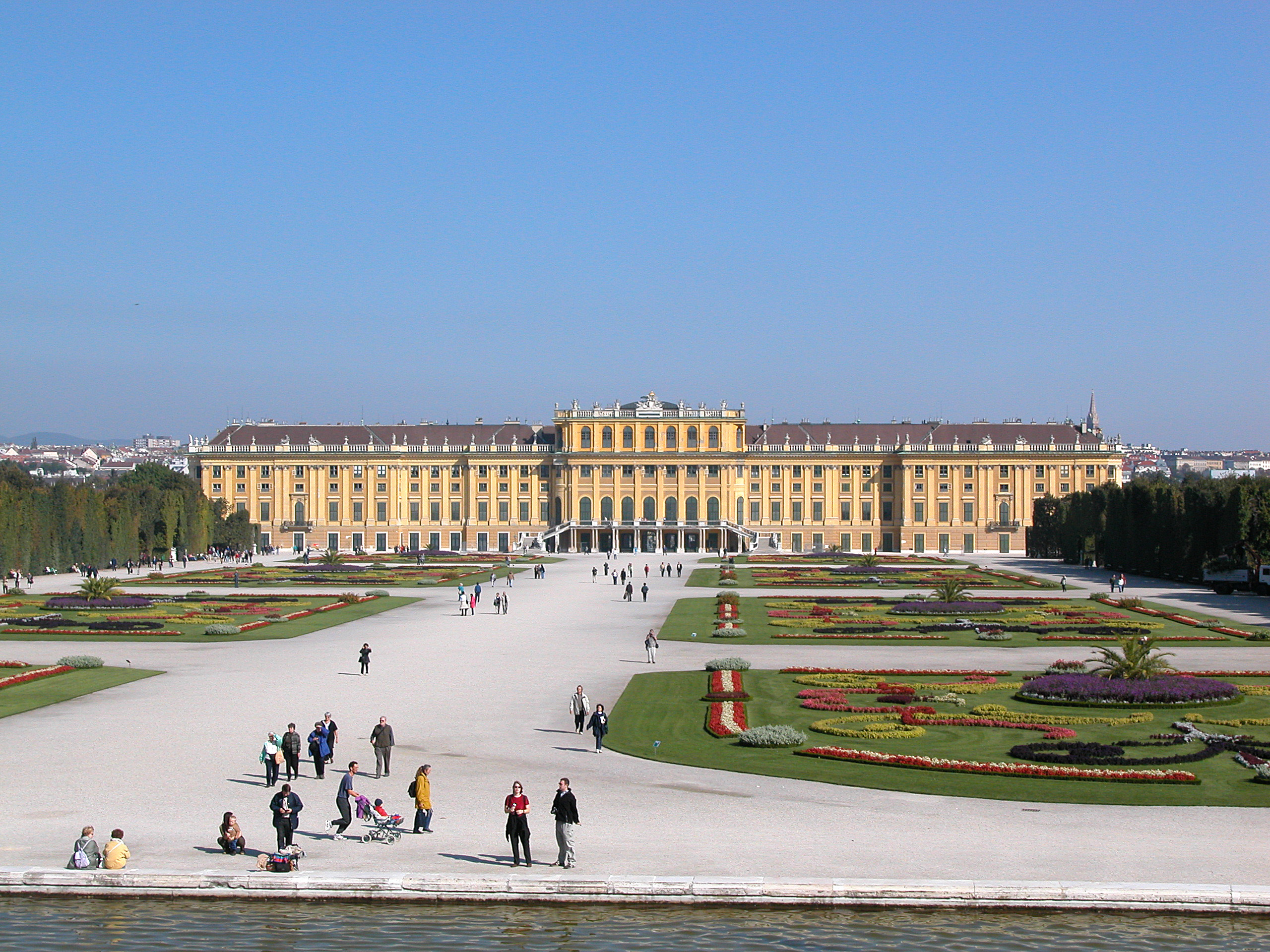
Schönbrunn Palace, view from Neptune well.
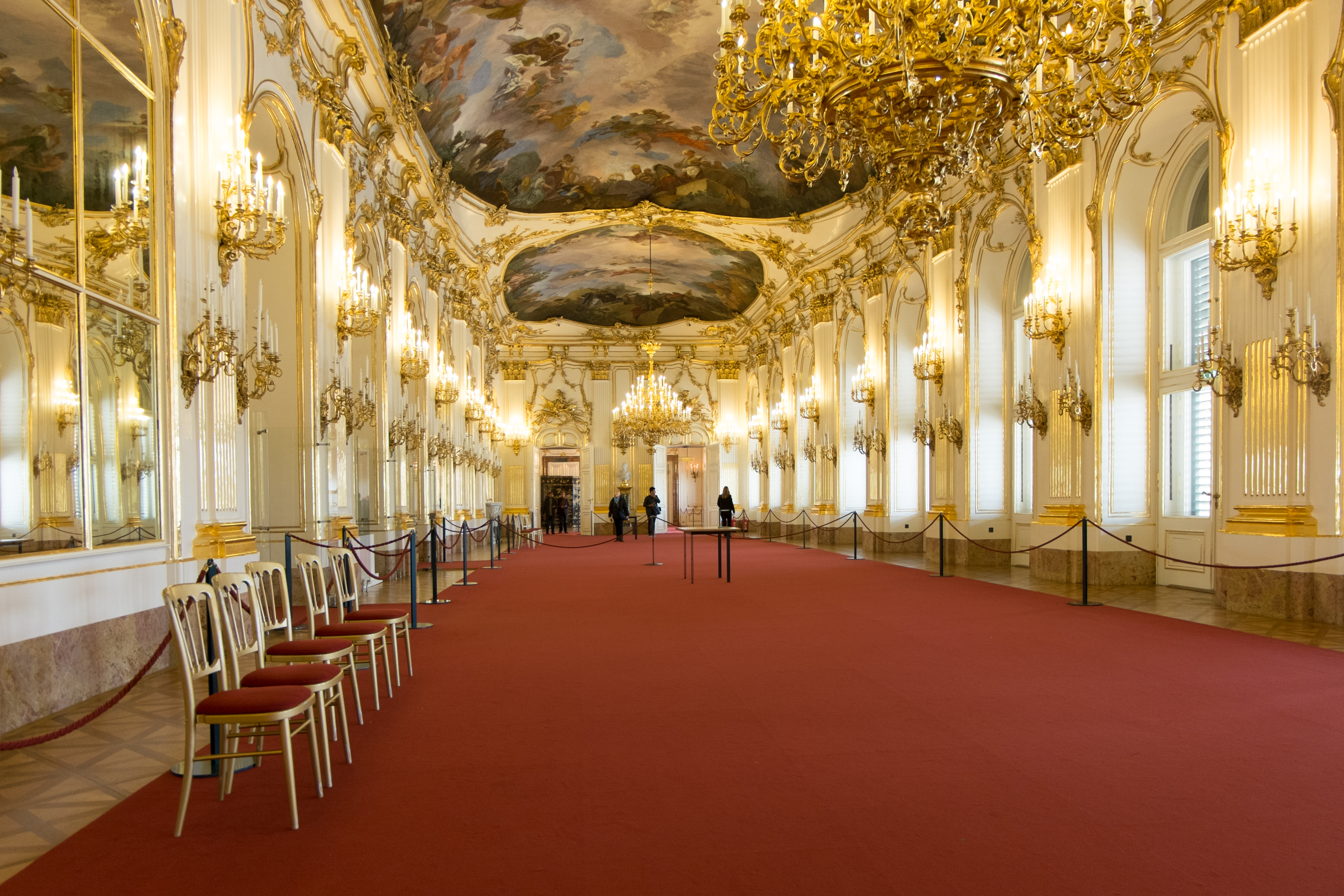
Großer-Saal
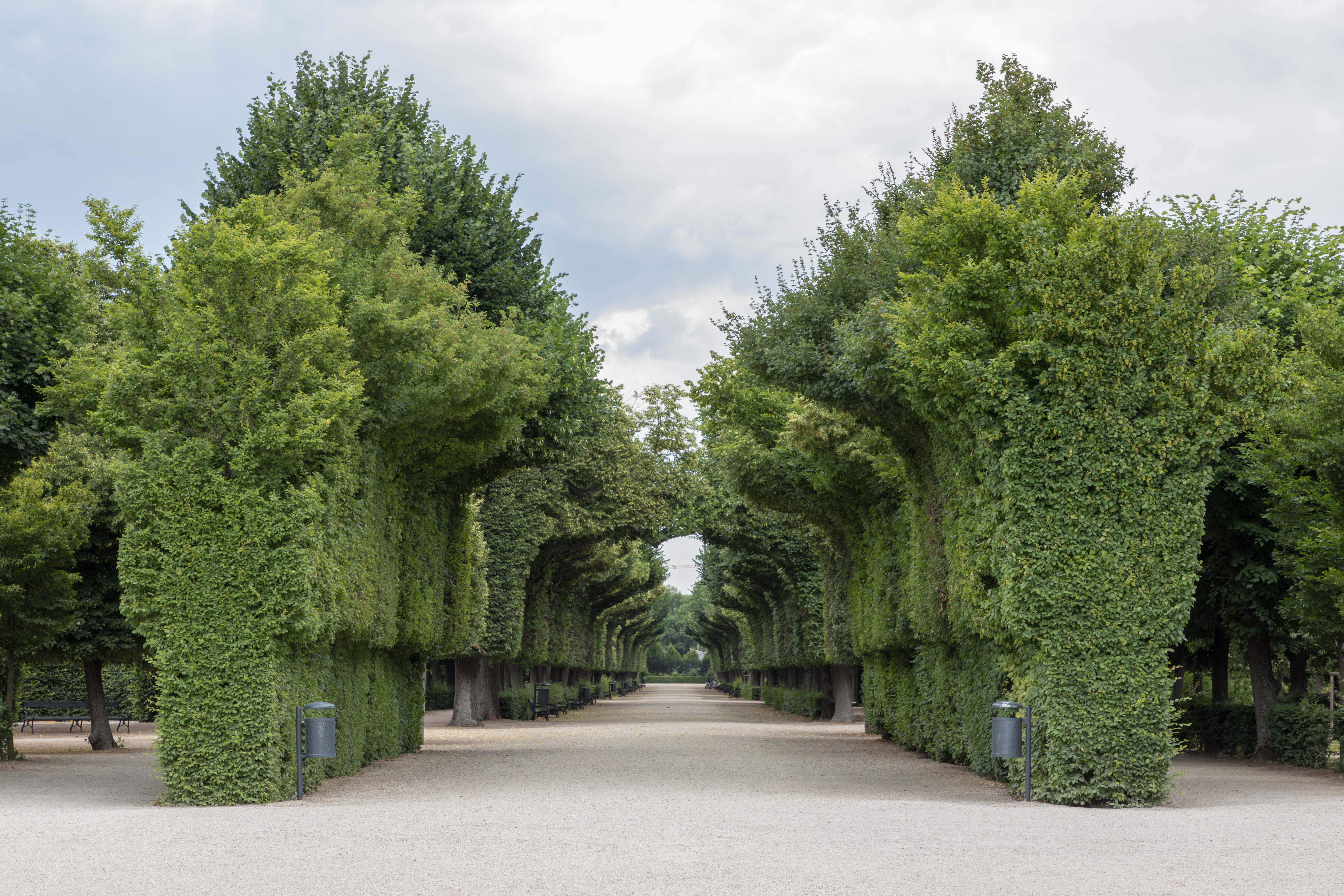
vườn
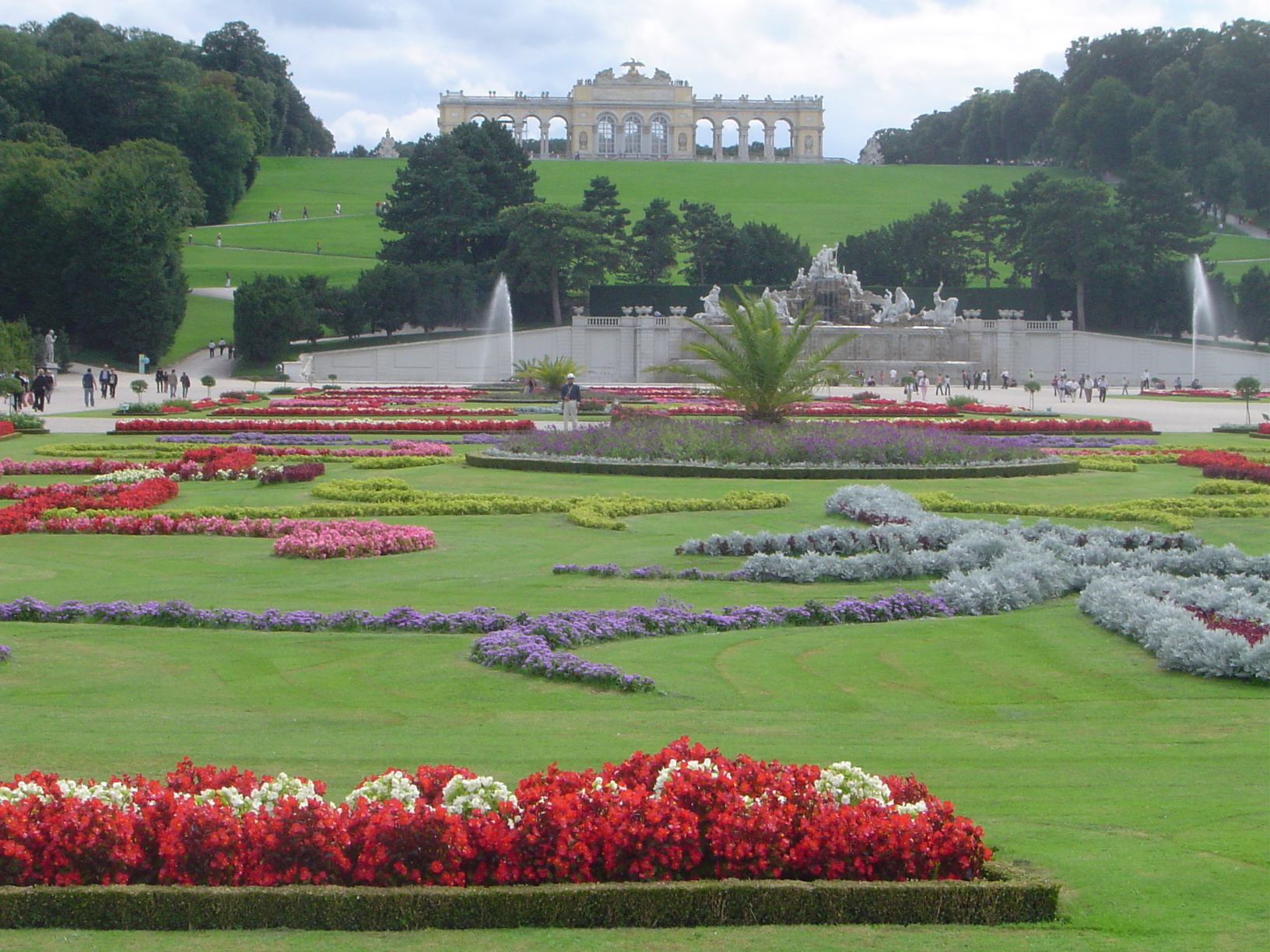
View from Great Parterre towards Gloriette (app. towards South).
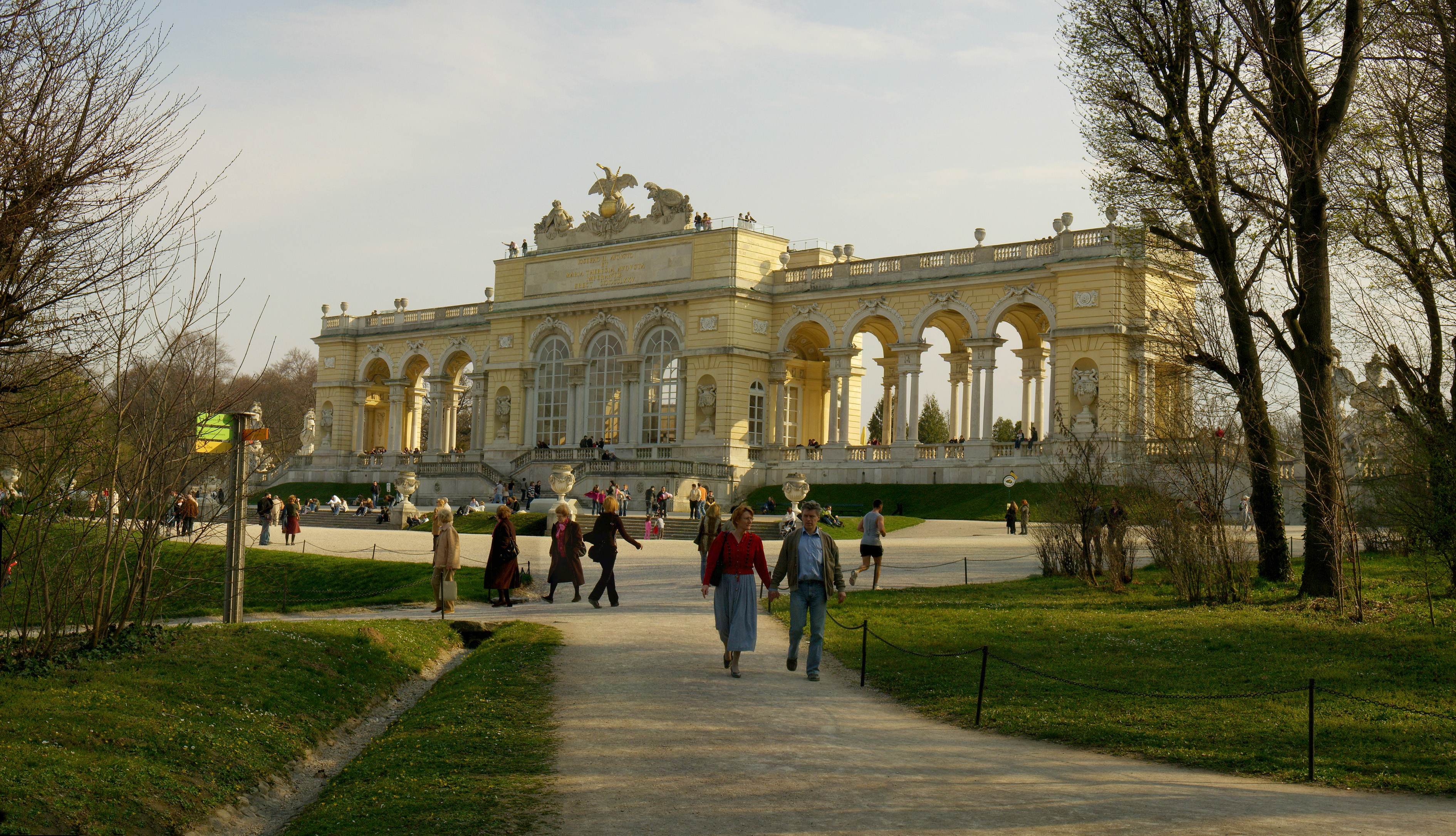
Approaching Gloriette.
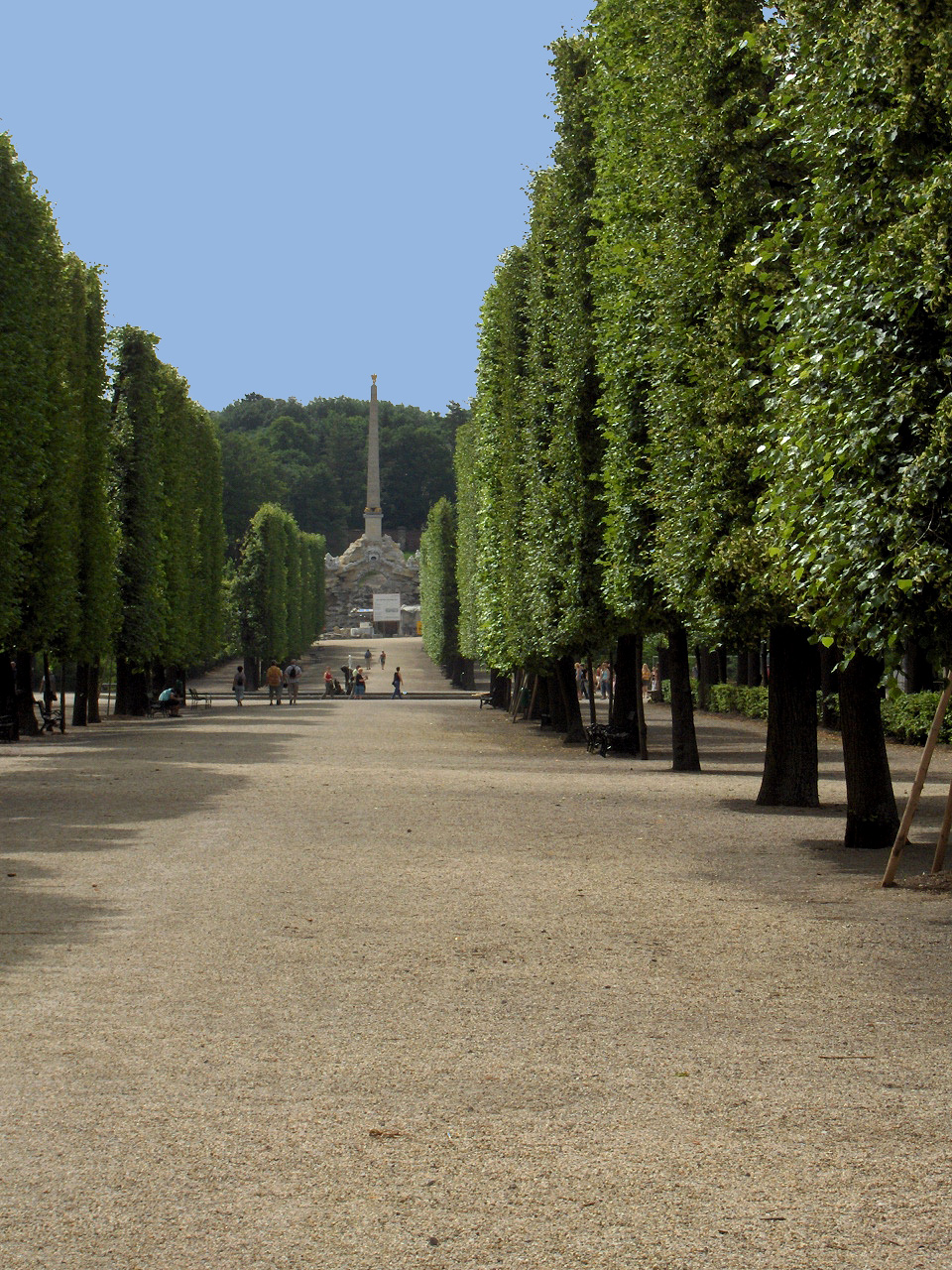
Obelisk in E part of the gardens.
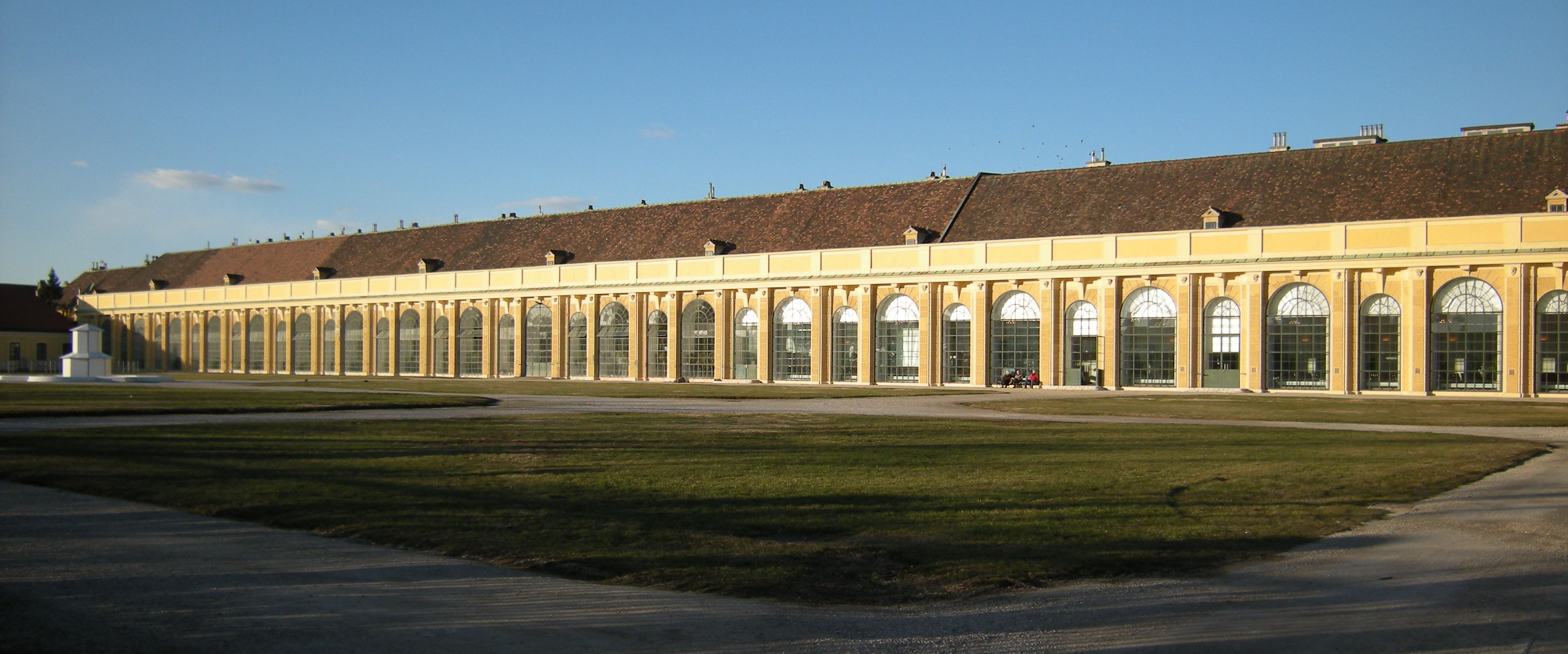
Orangery, in NE part of the gardens.
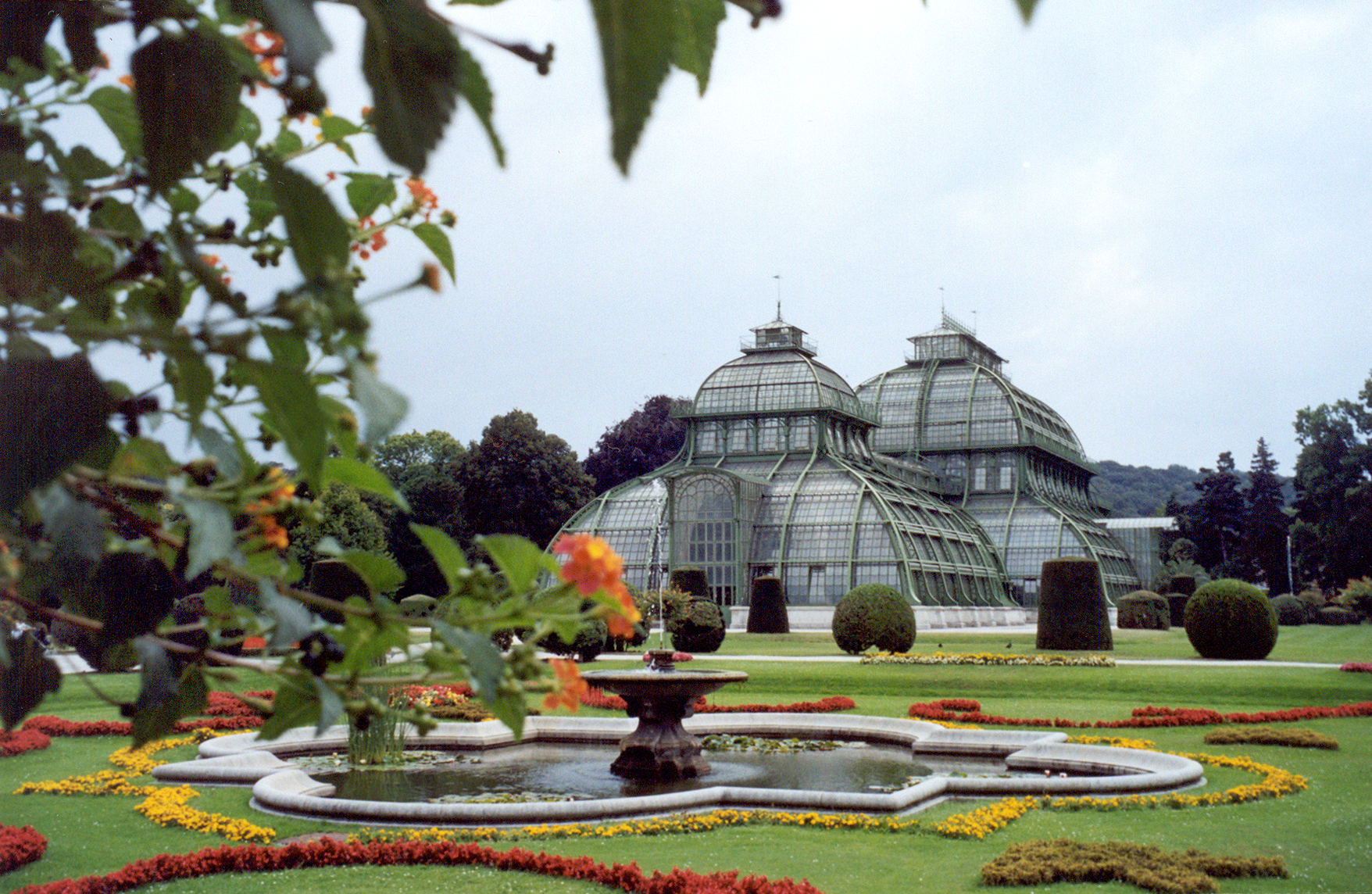
Palm pavilion in W part of the gardens.
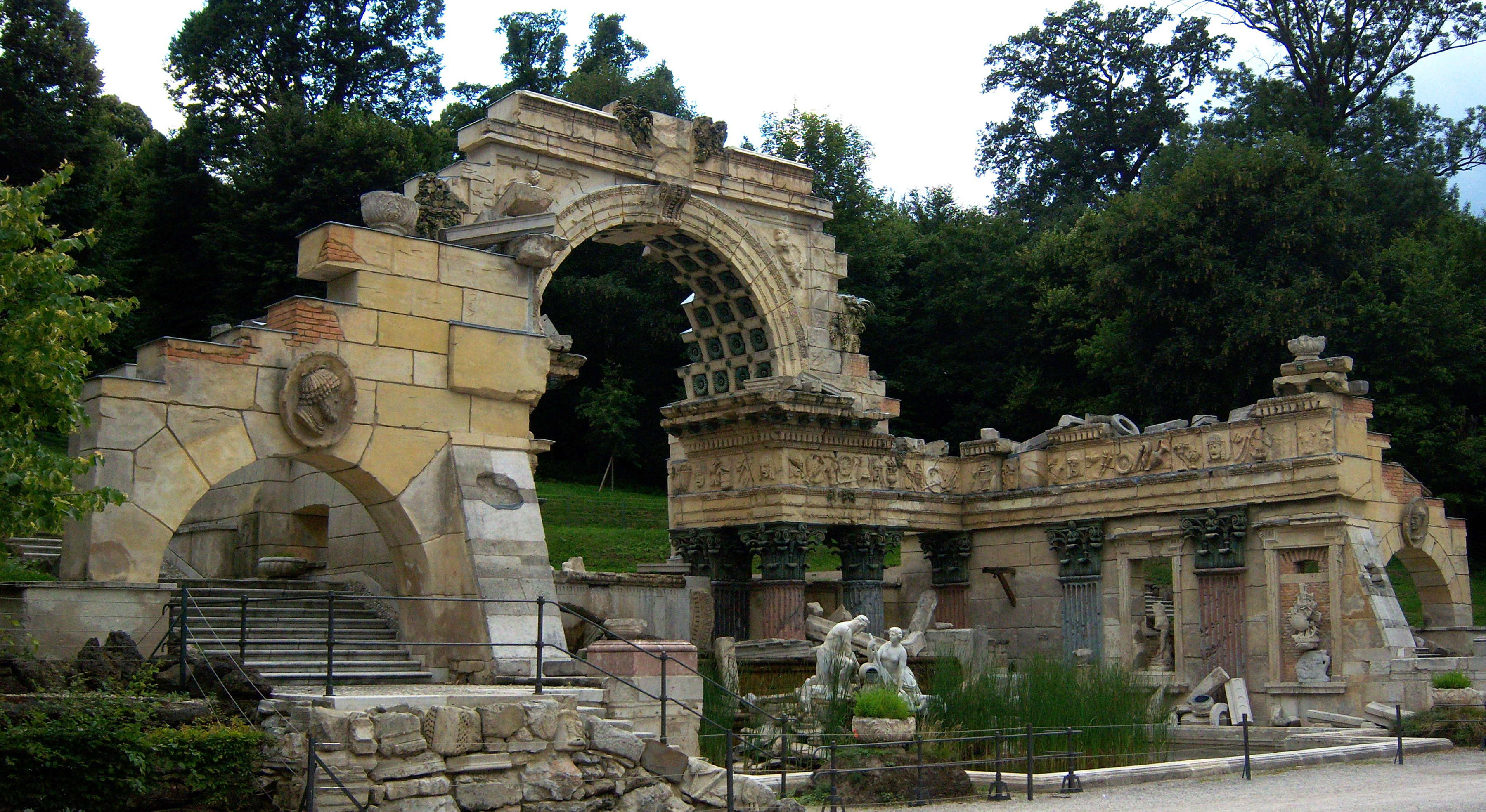